# Leon Gostiša
Leon Gostiša, slovenski šahist in politik, * 31. marec 1961, Vrhnika.
Gostiša je šahovski mednarodni mojster, poleg tega pa šahovski velemojster dopisnega šaha. Bil je tudi poslanec državnega zbora Republike Slovenije (1996-2000), izvoljen na listi SLS. Leta 2025 je na izredni podelitvi prejel Bloudkovo nagrado po novem zakonu za nazaj.